# Cathleen Martini
Cathleen Martini (Zwickau, RDA, 27 de mayo de 1982) es una deportista alemana que compitió en bobsleigh en la modalidad doble. 
Ganó ocho medallas en el Campeonato Mundial de Bobsleigh entre los años 2003 y 2015, y nueve medallas en el Campeonato Europeo de Bobsleigh entre los años 2004 y 2015.
Participó en dos Juegos Olímpicos de Invierno, en los años 2010 y 2014, obteniendo el séptimo lugar en Sochi 2014, en la prueba doble.

## Palmarés internacional
| Campeonato Mundial | Campeonato Mundial           | Campeonato Mundial | Campeonato Mundial |
| Año                | Lugar                        | Medalla            | Prueba             |
| ------------------ | ---------------------------- | ------------------ | ------------------ |
| 2003               | Winterberg (Alemania)        | Medalla de bronce  | Doble              |
| 2007               | Sankt Moritz (Suiza)         | Medalla de plata   | Doble              |
| 2008               | Altenberg (Alemania)         | Medalla de plata   | Doble              |
| 2009               | Lake Placid (Estados Unidos) | Medalla de bronce  | Doble              |
| 2011               | Königssee (Alemania)         | Medalla de oro     | Doble              |
| 2011               | Königssee (Alemania)         | Medalla de plata   | Equipo             |
| 2015               | Winterberg (Alemania)        | Medalla de oro     | Equipo             |
| 2015               | Winterberg (Alemania)        | Medalla de bronce  | Doble              |
| Campeonato Europeo |                              |                    |                    |
| Año                | Lugar                        | Medalla            | Prueba             |
| 2004               | Sankt Moritz (Suiza)         | Medalla de oro     | Doble              |
| 2005               | Altenberg (Alemania)         | Medalla de oro     | Doble              |
| 2007               | Cortina d'Ampezzo (Italia)   | Medalla de plata   | Doble              |
| 2008               | Cesana (Italia)              | Medalla de plata   | Doble              |
| 2009               | Sankt Moritz (Suiza)         | Medalla de plata   | Doble              |
| 2010               | Igls (Austria)               | Medalla de oro     | Doble              |
| 2012               | Altenberg (Alemania)         | Medalla de oro     | Doble              |
| 2013               | Igls (Austria)               | Medalla de bronce  | Doble              |
| 2015               | La Plagne (Francia)          | Medalla de plata   | Doble              |